# Sziklai kárókatona
A sziklai kárókatona (Phalacrocorax magellanicus) a madarak (Aves) osztályának a szulaalakúak (Suliformes) rendjébe, ezen belül a kárókatonafélék (Phalacrocoracidae) családjába tartozó faj.

## Előfordulása
A sziklai kárókatona egyaránt megtalálható Dél-Amerika déli felének mindkét partja mentén; úgy a csendes-óceánin, mint az atlanti-óceánin is. További állománya található a Falkland-szigeteken.

## Megjelenése
Ennek a kárókatonának a fej-testhossza 71 centiméter. A pofáján a tollazat fehér. A szemei körül a toll nélküli bőre vörös színű. Testtollazata fekete; csak a begye és a hasa fehér tollazatú. A fajon belül nincs nemi kétalakúság.

## Szaporodása
A fészekalj általában 3 tojásból áll.